# ماوگوژاتا لیپمان
ماوگوژاتا لیپمان (لهستانی: Małgorzata Lipmann؛ زادهٔ ۱۰ ژانویه ۱۹۷۵) بازیگر اهل لهستان است.
از فیلم‌ها یا مجموعه‌های تلویزیونی که وی در آن‌ها نقش داشته‌است، می‌توان به شمش‌سازان، اجاره‌نشین‌ها، جادوگر، یانا، جهان به روایت خانواده کیپسکی، مادران، رنگ‌های خوشبختی، در خیابان سپولنی، ع چون عشق، قانون حقیقی، در خوشی و سختی، دوستان و کارآگاهان جنایی اشاره نمود.